# Catonephele sabrina
Catonephele sabrina är en fjärilsart som beskrevs av William Chapman Hewitson 1852. Catonephele sabrina ingår i släktet Catonephele och familjen praktfjärilar. Inga underarter finns listade i Catalogue of Life.

## Bildgalleri

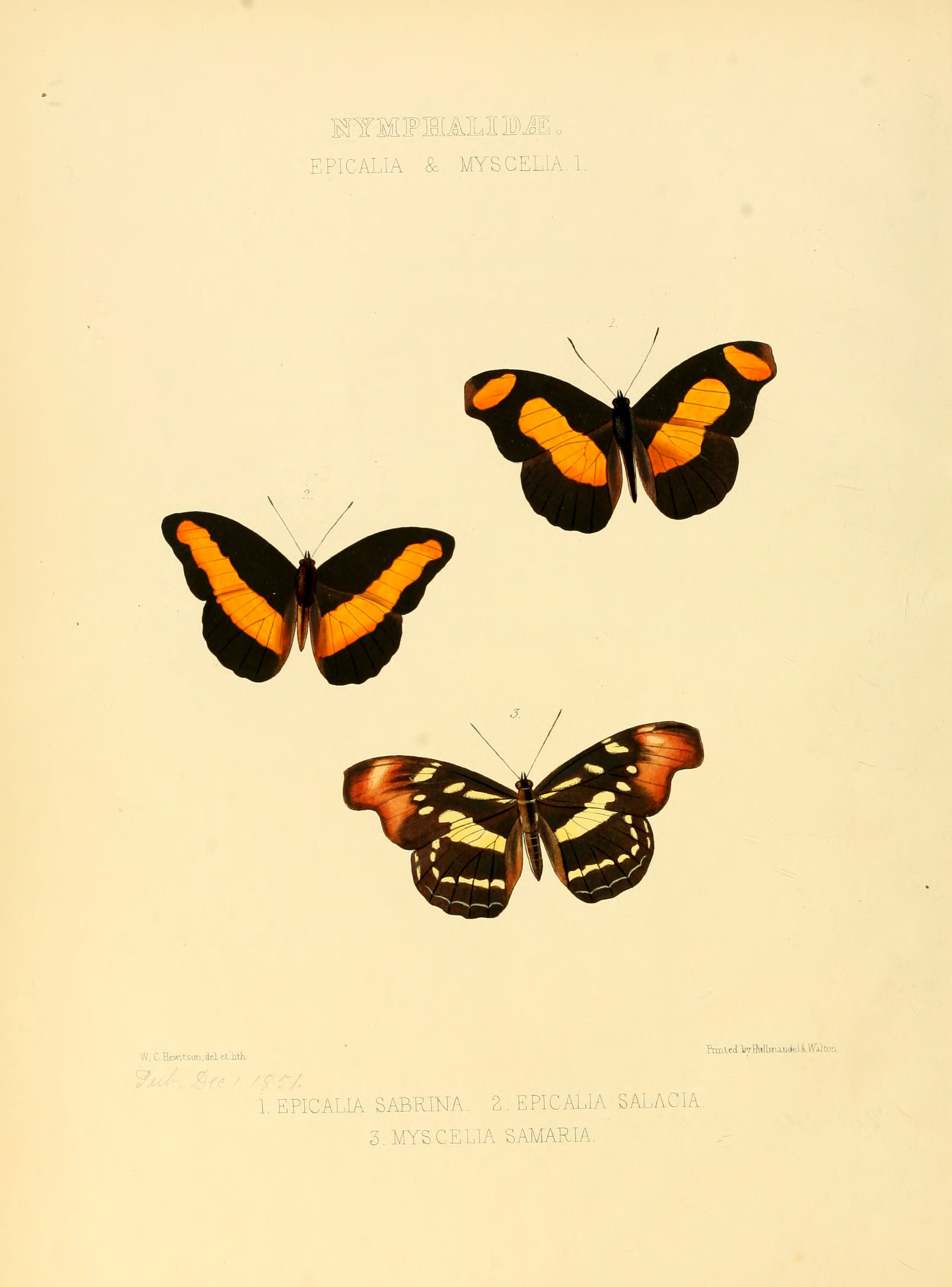
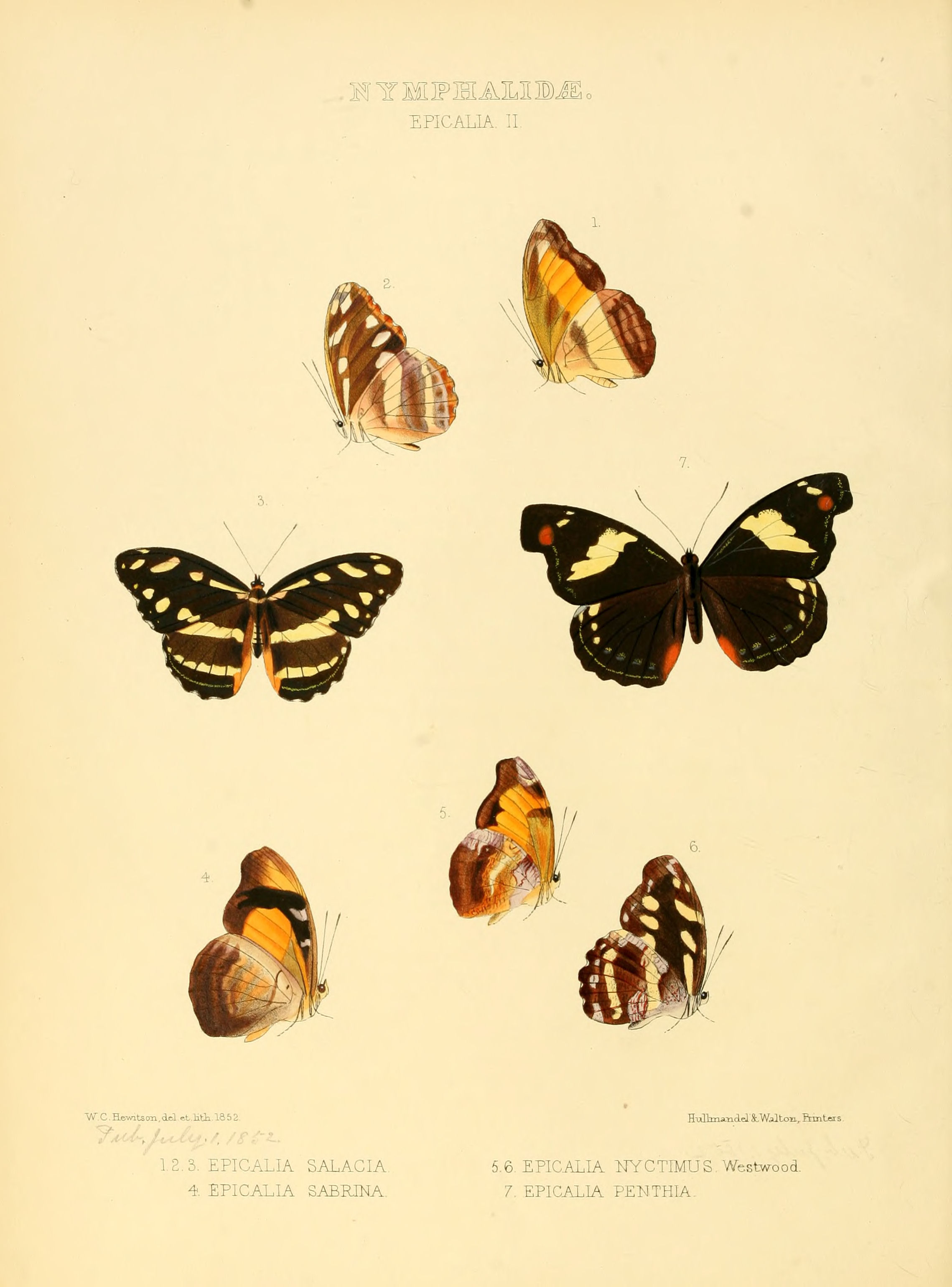